# Đường đến ngày vinh quang
"Đường đến ngày vinh quang" là một bài hát của ban nhạc rock Việt Bức Tường do nhạc sĩ Trần Lập sáng tác và hòa âm bởi tất cả các thành viên trong ban nhạc. Ca khúc được sáng tác vào cuối năm 1997 trong khoảng thời gian ban nhạc Bức Tường gặp tình trạng bế tắc.
"Đường đến ngày vinh quang" được nhận định là một trong những ca khúc làm nên tên tuổi của Trần Lập và ban nhạc Bức Tường, đồng thời trở thành bài hát ưa thích của sinh viên, học sinh Việt Nam trong nhiều năm và cũng là bài hát được sử dụng nhiều trong các sự kiện thể thao tại Việt Nam nhằm cổ động tinh thần.

## Sáng tác
"Đường đến ngày vinh quang" được Trần Lập sáng tác vào cuối năm 1997, và là bài hát thứ 10 trích từ album phòng thu đầu tay của ban nhạc mang tên "Tâm hồn của đá". Nội dung của bài hát thể hiện ý chí mạnh mẽ vượt qua mọi khó khăn để vươn đến những đỉnh cao, đồng thời mang tính truyền cảm hứng về nghị lực sống.
Vào thời điểm này, ban nhạc Bức Tường đang gặp phải tình trạng bế tắc, có nguy cơ dẫn đến tan rã. Trần Tuấn Hùng, một thành viên ban nhạc cho biết ngay lập tức, Trần Lập đã sáng tác bài hát nhằm khích lệ tinh thần các thành viên trong ban nhạc vượt qua khó khăn. Qua đó, bài hát được xem là đã "cứu" Bức Tường.

## Lịch sử
Ngày 30 tháng 12 năm 2000, SV 2000 chính thức lên sóng, và ca khúc "Bình minh sinh viên 2000" được truyền sóng trực tiếp tới hàng triệu khán giả trong cả nước. Ban nhạc còn chơi bài "Đường đến ngày vinh quang" để bế mạc SV 2000. Ngày 31 tháng 12 năm 2001, Bức Tường tiếp tục biểu diễn bài hát trong chương trình "Chào 2002" bên hồ Gươm. Ngày 2 tháng 12 năm 2006, ban nhạc tổ chức liveshow chia tay mang tên "The last sartuday" tại Trung tâm Triển lãm Giảng Võ (Hà Nội). Trong liveshow này, Bức Tường đã trình diễn nhiều ca khúc trong đó có "Đường đến ngày vinh quang", gây phấn khích với số đông khán giả. Năm 2009, Trần Lập công bố quyết định bán bản quyền bài hát cho P&T Mobile, công ty phân phối điện thoại hãng Sony Ericsson và Motorola tại Việt Nam. P&T Mobile cho biết đơn vị này sẽ chọn "Đường đến ngày vinh quang" làm nhạc chuông cho Mobiistar vì "tinh thần", ý nghĩa của bài hát.

### Sau khi Trần Lập qua đời
Để tưởng nhớ Trần Lập sau khi nhạc sĩ này qua đời, vợ và con gái anh đã có một buổi thu âm và ghi hình ca khúc "Đường đến ngày vinh quang" cùng một số nghệ sĩ nổi tiếng như Phương Thanh, Minh Quân, Tô Minh Thắng, Phan Anh... Sau buổi thu âm, hàng trăm khán giả hâm mô Trần Lập đã tham gia ghi hình cho video âm nhạc của ca khúc tại Nhà thi đấu Tây Hồ vào chiều ngày 22 tháng 3 năm 2017. Tại lễ tang của Trần Lập, một nhóm những người bạn thân thiết, những người hâm mộ tiếng hát và nhân cách sống của Trần Lập đã cùng hát đồng thanh ca khúc để tưởng nhớ anh. Họ cũng có mặt tại trường quay ngoài trời của Đài Truyền hình Việt Nam để thực hiện buổi ghi âm.
Ngày 8 tháng 1 năm 2020, ban nhạc Bức Tường ra mắt MV "Đường đến ngày vinh quang", một "phiên bản đặc biệt" nhằm tôn vinh những thành công của người lao động tại Việt Nam trong năm 2019. Bản thân bài hát đã được biểu diễn cuối cùng trong liveshow "Bức Tường trở về" kỷ niệm 4 năm ngày mất của Trần Lập do chính ban nhạc và những nghệ sĩ khách mời tham gia biểu diễn. Tối ngày 2 tháng 4 năm 2022 tại khuôn viên Dinh Độc Lập, buổi biểu diễn trực tiếp của ban nhạc Bức Tường kết hợp với The Show Vietnam đã diễn ra với hơn 5.000 khán giả có mặt tại sự kiện. Đây là buổi biểu diễn kỷ niệm 27 năm thành lập Bức Tường, cũng như 9 năm kể từ lần cuối Bức Tường có show diễn tại Thành phố Hồ Chí Minh.  "Đường đến ngày vinh quang" là chủ đề thứ 7 trong chuỗi sự kiện âm nhạc cùng với sự đồng hành của Đài Truyền hình Thành phố Hồ Chí Minh. Chương trình kết thúc với ca khúc chủ đề "Đường đến ngày vinh quang".

## Nhận định và ảnh hưởng
Báo Tiền phong cho biết ca khúc "tràn đầy nhiệt huyết", cũng là một trong những sáng tác "ấn tượng", gắn liền với tên tuổi Trần Lập. "Đường đến ngày vinh quang" cũng là một ca khúc đã góp phần làm nên tên tuổi nhóm nhạc Bức tường, đồng thời trở thành bài hát ưa thích của sinh viên, học sinh Việt Nam trong nhiều năm. Bài hát sở hữu số lượng lớn người nghe trên các trang nghe nhạc trực tuyến. Kể từ ngày ra đời, bài hát vẫn đã được sử dụng cho hầu hết các cuộc thi, chương trình truyền hình mang tính thử thách. Báo Zing đã khen ngợi ca khúc luôn được sử dụng như một "món quà ngọt ngào cho nhà vô địch".
Tác phẩm âm nhạc này là ca khúc nổi tiếng nhất của Bức Tường sau hơn 20 năm hoạt động chuyên nghiệp. Chương trình Bữa trưa vui vẻ ngày 25 tháng 3 năm 2017 đã dành ra một số đặc biệt tưởng nhớ Trần Lập, cũng là lần đầu tiên video âm nhạc của "Đường đến ngày vinh quang" được công bố trên sóng truyền hình. Một trang cá nhân của thầy giáo, tiến sĩ văn học đã đăng tải đề văn nghị luận xã hội thu hút sự chú ý của cộng đồng mạng, trong đó ông đưa bài hát "Đường đến ngày vinh quang" của Trần Lập vào đề thi nghị luận xã hội để học sinh rèn luyện cho kì thi trung học phổ thông quốc gia. Ngày 21 tháng 6 năm 2022, một ca sĩ đã sử dụng ca khúc để hát tặng toàn bộ phóng viên, biên tập viên báo VietNamNet nhân kỉ niệm Ngày Báo chí cách mạng Việt Nam.

### Sử dụng trong cổ động thể thao
"Đường đến ngày vinh quang" không chỉ được yêu thích trong các sự kiện của học sinh – sinh viên, ca khúc còn được sử dụng nhiều ở các sự kiện thể thao lớn, đặc biệt là bóng đá tại Việt Nam. Ngày 25 tháng 3 năm 2016, các cổ động viên Việt Nam đã cùng nhau hát vang ca khúc "Đường đến ngày vinh quang" để tưởng nhớ Trần Lập trước khi bước vào trận đấu bóng đá với đội Đài Bắc Trung Hoa.
Trong kì Thế vận hội Mùa đông 2018, người hâm mộ Việt Nam đã hát bài "Đường đến ngày vinh quang" để tiếp sức cho đội tuyển Đội tuyển bóng đá U-23 quốc gia Việt Nam trong suốt 90 phút thi đấu. Bài hát được vang lên trong một chương trình vinh danh đội truyển U-23 Việt Nam trên sân vận động Mỹ Đình trong với sự tham gia của 40.000 người hâm mộ trên khắp các khán đài. Thậm chí. một clip ca khúc mang tên "Đường đến ngày vinh quang" nhằm cổ vũ đội tuyển U-23 Việt Nam đã được làm ra do hai đạo diễn Mai Thanh Tùng và Tạ Huy Cường lên ý tưởng dàn dựng thực hiện. Họ đã kêu gọi các nghệ sĩ, MC, ca sĩ, diễn viên, các cầu thủ, bình luận viên cùng tham gia thực hiện.

## Vấn đề bản quyền
Năm 2014, Trần Lập đã đâm đơn kiện công ty VNG, chủ trang mạng xã hội trực tuyến mp3.zing.vn vì đã sử dụng bản ghi âm bài hát nêu trên để công chúng nghe, xem và tải về, đồng thời đề nghị phía VNG phải bồi thường thiệt hại phát sinh 50 triệu đồng. Anh đã khởi kiện vì cho rằng Công ty VNG đã "đăng tải bài hát nhưng chưa trả tiền nhuận bút". Tuy vậy chỉ sau vài ngày, hội đồng xét xử sơ thẩm của tòa án đã ra quyết định đình chỉ giải quyết vụ kiện sau khi Trần Lập đồng ý rút đơn kiện, đồng thời qua buổi làm việc giữa hai bên đã có cam kết giữa VNG và Trần Lập về việc sử dụng các bản thu âm đã phát hành của anh cũng như ban nhạc Bức Tường trên trang web.